# Históricas (documental)
Históricas es un documental chileno realizado por la exjugadora de fútbol y publicista Javiera Court y la periodista deportiva Grace Lazcano, salido en 2021. La película cuenta el recorrido de la Roja femenina hasta el mundial de fútbol 2019 y vuelve sobre las desigualdades a las cuales las jugadoras tienen que enfrentarse.

## Sinopsis

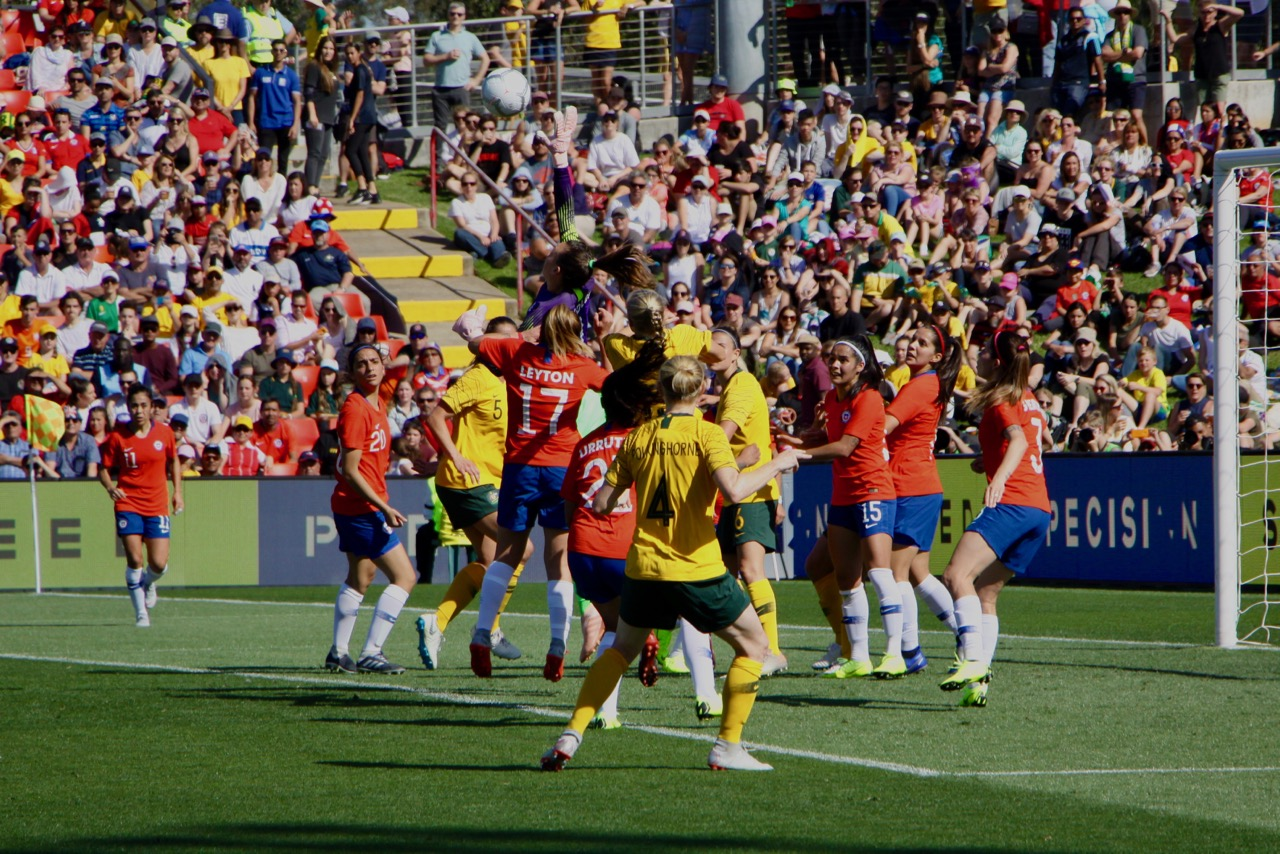
Partido de preparación a la Copa del Mundo, amistoso Australia - Chile, 10 de noviembre de 2018

El documental busca mostrar la trayectoria de las jugadoras de fútbol del equipo nacional chileno, que tienen que luchar contra los prejuicios y las desigualdades en el mundo del fútbol para hacerse un lugar en un sector históricamente masculino. La película sigue la preparación del equipo a la copa del mundo de fútbol 2019, después de que se haya calificado por primera vez gracias a su victoria contra Argentina durante la Copa América.

## Ficha técnica
- Realización : Javiera Court y Grace Lazcano
- Sociedades de producción : PrimateLab y Vestidas de Rojo
- Difusión :
  - Chile (vídeo) : Punto Play

## Génesis
Las directoras siguieron el equipo femenino de fútbol durante varios meses, en 16 ciudades y nueve países diferentes, desde el 1 de septiembre de 2018, día del primer partido amistoso contra Estados Unidos. El equipo grabó en total más de 145 horas de película. Las directoras indican que la idea del documental nació del deseo de « contar una historia que nadie iba a contar », haciendo referencia a la débil cobertura mediática en torno al equipo de fútbol femenino. De hecho la único periodista acreditada para el primer partido amistoso después de la clasificación de Chile fue Grace Lazcano.
Al principio del proyecto, el documental no tenía financiamiento, aunque la ANFP se haya mostrado interesada por el proyecto.
Javiera Court destaca la importancia de la mirada de género en el documental: 

A cualquier mujer que se le dijo que “este espacio no te corresponde” también se puede sentir identificada en este documental. A las jugadoras de la selección se les dijo que no podían jugar fútbol, algunas dejaron de hacerlo por eso. Que lleguen a un Mundial es como que todas ganáramos un poco.

## Difusión
El documental fue difundido por primera vez en Chile el 16 de julio de 2021, unos días antes del inicio de los Juegos Olímpicos de Tokio, en la plataforma en línea Punto Play. La humorista Natalia Valdebenito participó del estreno junto con las dos directoras.